# Loge Silentium
Loge Silentium is een Delftse vrijmetselaarsloge die bijeenkomt in een eigen gebouw in de Choorstraat. De Loge werkt onder het Grootoosten der Nederlanden. Bij de oprichting heeft de loge de onderscheidingskleuren rood, blauw en wit meegekregen.

## Ontstaansgeschiedenis
Loge Silentium werd in 1801 opgericht door een aantal broeders die lid waren van een Haagse loge en de wekelijkse reis met de trekschuit of te paard te omslachtig vonden. Ze kregen in 1801 een constitutiebrief, de loge werd in 1802 feestelijk geconsacreerd. Ze begonnen in een zelf ingerichte tempelruimte boven een pakhuis in de Choorstraat. Na tien jaar werd daar de huur opgezegd en kwam de loge op steeds andere plaatsen in Delft bijeen, meestentijds in de toenmalige Stadsdoelen. In 1895 betrokken zij een eigen gebouw in Choorstraat, bij toeval naast hun eerste logeruimte. Het logegebouw werd tijdens de bezetting 1940-1945 genaast en misbruikt door de NSB. Vanaf 1945 tot op heden wordt het gebouw weer door zijn rechtmatige eigenaar gebruikt.

## Het gebouw

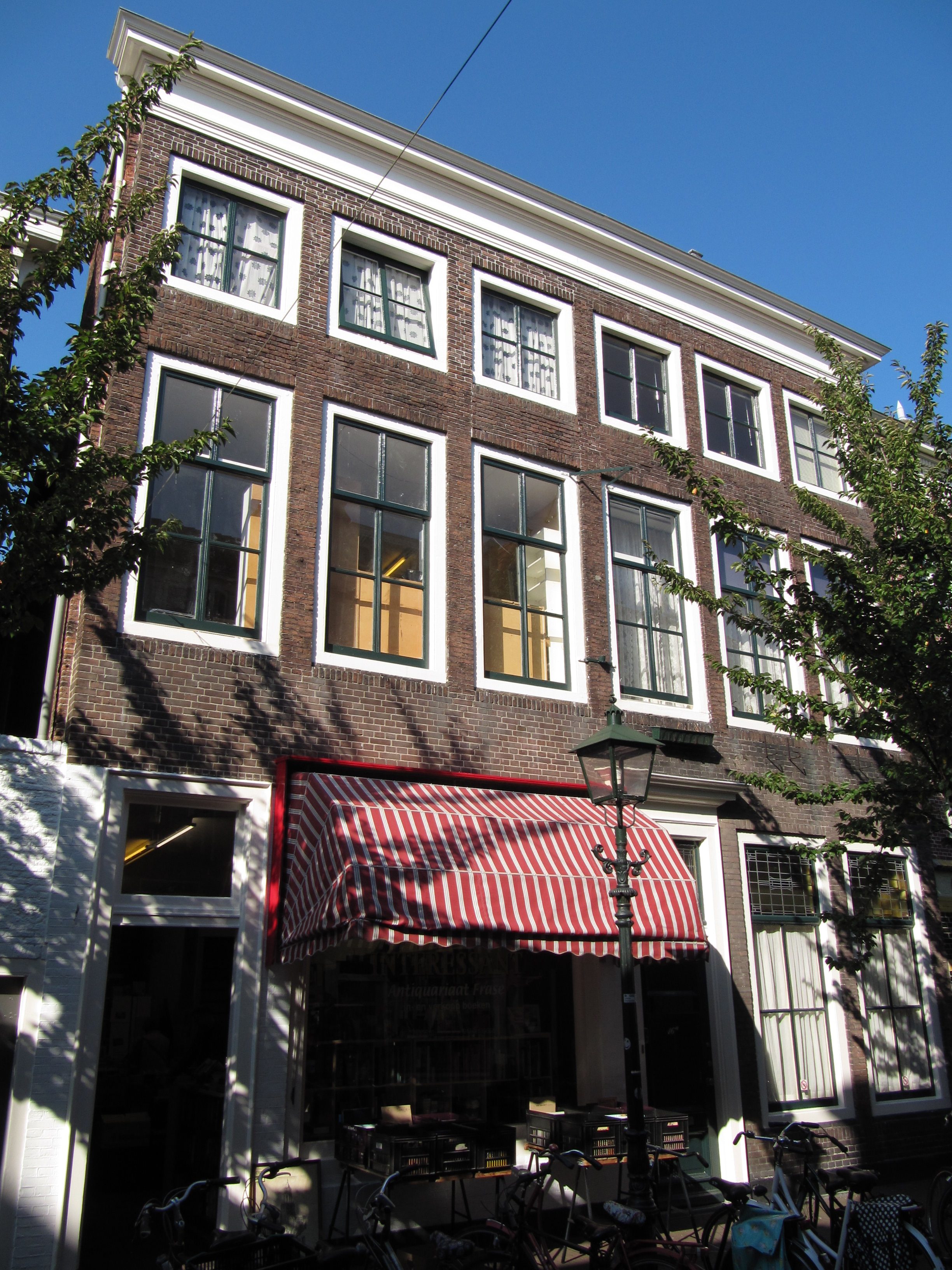
Logegebouw in de Choorstraat (Bron: M.M. Minderhoud Wikimedia Michiel 1972)

Het gebouw omvat een tempelruimte waar de rituelen beoefend worden, een voorhof waar de comparities (lezingen met gedachtewisseling) gehouden worden, een 7e graad (vrijmetselaarsjargon voor een gezelschapsruimte met bar), een bibliotheek die ook als bestuurskamer wordt gebruikt, en een stadstuin waar 's zomers informele bijeenkomsten worden gehouden. Het gebouw staat bekend als rijksmonument in de historische stadskern van Delft.

## Leden
Loge Silentium telt ongeveer 50 leden. De ledenlijsten vanaf 1801 zijn bewaard gebleven en liggen in het Gemeentearchief van Delft. In de oorlog 1940-1945 zijn vijf leden omgekomen: een door een gerichte kogel, een als verzetsheld en drie in een concentratiekamp omdat zij Jood waren. Bekende oud-leden zijn onder meer Harry G.M. Prick, Willem Drees en Richard Schoemaker.